# Garhshanker
Garhshanker là một thành phố và là nơi đặt hội đồng đô thị (municipal council) của quận Hoshiarpur thuộc bang Punjab, Ấn Độ.

## Nhân khẩu
Theo điều tra dân số năm 2001 của Ấn Độ, Garhshanker có dân số 15.094 người. Phái nam chiếm 52% tổng số dân và phái nữ chiếm 48%. Garhshanker có tỷ lệ 73% biết đọc biết viết, cao hơn tỷ lệ trung bình toàn quốc là 59,5%: tỷ lệ cho phái nam là 76%, và tỷ lệ cho phái nữ là 70%. Tại Garhshanker, 11% dân số nhỏ hơn 6 tuổi.